# Президентські вибори в Італії 1948

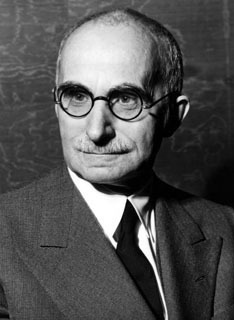
Луїджі Ейнауді

Президентські вибори в Італії 1948 року відбувались 10—11 травня відповідно до Конституції, що набрала чинності 1 січня.
Відповідно до статті 83 Конституції вибори президента Італії здійснюються парламентом на спільному засіданні його членів. Для обрання кандидат має здобути не менше двох третин голосів членів законодавчого органу країни. Після третього голосування достатньо абсолютної більшості.
Для обрання нового президента знадобилось 4 тури голосування. В останньому турі перемогу здобув Луїджі Ейнауді.

## 1 тур
10 травня. Присутні: 868, голосували: 853, утримались: 15. Необхідна кількість голосів — 600.
| Кандидат            | Число голосів |
| ------------------- | ------------- |
| Енріко де Нікола    | 396           |
| Карло Сфорца        | 353           |
| Луїджі Ейнауді      | 20            |
| Іваное Бономі       | 10            |
| Чіпріано Факкінетті | 10            |
| Алессандро Казаті   | 5             |
| Пусті бюлетені      | 56            |
| Відсутні бюлетені   | 2             |
| Недійсні бюлетені   | 1             |

## 2 тур
10 травня. Присутні: 867, голосували: 858, утримались: 9. Необхідне число голосів — 600.
| Кандидат            | Число голосів |
| ------------------- | ------------- |
| Карло Сфорца        | 405           |
| Енріко де Нікола    | 336           |
| Гаетано Пієраччіні  | 49            |
| Луїджі Ейнауді      | 16            |
| Алессандро Казаті   | 5             |
| Чіпріано Факкінетті | 3             |
| Іваное Бономі       | 1             |
| Пусті бюлетені      | 40            |
| Відсутні бюлетені   | 0             |
| Недійсні бюлетені   | 3             |

## 3 тур
11 травня. Присутні: 863, голосували: 848, утримались: 15. Необхідне число голосів — 600.
| Кандидат                  | Число голосів |
| ------------------------- | ------------- |
| Луїджі Ейнауді            | 462           |
| Енріко де Нікола          | 13            |
| Карло Сфорца              | 9             |
| Вітторіо Емануеле Орландо | 7             |
| Іваное Бономі             | 4             |
| Чіпріано Факкінетті       | 3             |
| Алессандро Казаті         | 5             |
| Пусті бюлетені            | 333           |
| Відсутні бюлетені         | 6             |
| Недійсні бюлетені         | 8             |

## 4 тур
11 травня. Присутні: 872, голосували: 871, утримався: 1. Необхідне число голосів — 451.
| Кандидат                  | Число голосів |
| ------------------------- | ------------- |
| Луїджі Ейнауді            | 518           |
| Вітторіо Емануеле Орландо | 320           |
| Пусті бюлетені            | 29            |
| Відсутні бюлетені         | 4             |
| Недійсні бюлетені         | 0             |